# Kultura i Wartości
Kultura i Wartości – internetowy kwartalnik naukowy o charakterze interdyscyplinarnym, ukazujący się od 2011 roku. Założycielem i redaktorem naczelnym czasopisma jest dr hab. Leszek Kopciuch (tłumacz niemieckojęzycznych prac filozoficznych m.in. N. Hartmanna, R. Carnapa, M. Schlicka, O. Neuratha. Członek Lubelskiego Towarzystwa Naukowego).
Czasopismo „Kultura i Wartości” poświęcone jest różnym gałęziom filozofii – aksjologii, etyce, estetyce, historiozofii oraz innym dziedzinom wiedzy humanistycznej.
Zarejestrowane jest w internetowej bazie The Central European Journal of Social Sciences and Humanities, zawierającej anglojęzyczne streszczenia tekstów wydawanych w środkowoeuropejskich czasopismach poświęconych naukom humanistycznym.
Artykuły podlegają procedurom recenzji zewnętrznych, zaś abstrakty wszystkich opublikowanych w piśmie tekstów oraz wstępy od redakcji sporządzane są w dwóch językach obcych: angielskim i niemieckim. 

## Redakcja
- dr hab. Leszek Kopciuch, redaktor naczelny
- dr Anna Pastuszka, redaktor sekcji niemieckojęzycznej
- dr Tomasz Kitliński,  redaktor sekcji anglojęzycznej
- dr Paweł Sikora, redaktor techniczny, sekretarz redakcji

Redaktorzy tematyczni:
- dr hab. Zofia Majewska – semiotyka kultury, filozofia kultury, filozofia polska
- dr hab. Jolanta Zdybel – etyka, filozofia polityki, filozofia społeczna
- dr hab. Krzysztof Kosior – religioznawstwo, filozofia religii, filozofia Wschodu
- dr hab. Andrzej Niemczuk – aksjologia, filozofia współczesna, metafizyka

## Recenzenci
dr hab. Henryk Benisz, dr hab. Adam Dubik, dr hab. Teresa Grabińska, dr hab. Edward Jeliński, dr hab. Stefan Konstańczak, ks. dr hab. Dariusz Krok, prof. dr hab. Marta Kudelska, prof. dr hab. Radosław Kuliniak, dr hab. Artur Mordka, dr hab. Witold M. Nowak, dr hab. Andrzej Pawelec, prof. dr hab. Jacek Piekarski, dr hab. Jolanta Świderek, dr hab. Maciej Tanaś, dr hab. Maciej Uliński, dr hab. Joanna Usakiewicz, prof. dr hab. Adam Węgrzecki, dr hab. Kazimierz Wojnowski, dr hab. Lech Zdybel.